# The Magician's Nephew
The Magician's Nephew (Brasil: O Sobrinho do Mago / Portugal: O Sobrinho do Mágico) é um livro do escritor britânico C.S. Lewis publicado originalmente em 1955 como parte da série As Crônicas de Nárnia. Este mesmo livro também já foi publicado no Brasil com o título Os Anéis Mágicos e em Portugal recebe o título de O Sobrinho do Mágico.
Embora não tenha sido o primeiro livro da série a ser publicado, os fatos narrados remetem a acontecimentos que precedem o primeiro livro publicado da série, O Leão, a Feiticeira e o Guarda-Roupa. Logo, apesar de ser o sexto livro a ser publicado, é o primeiro na ordem sugerida de leitura.
O livro conta a história da criação de Nárnia por Aslam e como começaram as idas e vindas de crianças do nosso mundo até ela, bem como a história da origem do armário mágico que leva os irmãos Pevensie para Nárnia em O Leão, a Feiticeira e o Guarda-Roupa, da infância do misterioso professor Kirke e da origem de Jadis, a Feiticeira Branca.

## Personagens
Digory Kirke: É um garoto de doze anos que vive muitas aventuras com sua amiga Polly Plummer. Através de dois anéis magicos do Tio André, viajam para vários mundos chegando a Charn, onde libertam a Feiticeira Branca e levam-na, acidentalmente, para Nárnia.
Polly Plummer: É uma garota de onze anos que vira cobaia, junto com seu amigo Digory Kirke, do sinistro Tio André. Ele os leva para outros mundos através dos anéis, e num desses mundos (Charn) libertam a Feiticeira Branca, levando-a, sem saber, para Nárnia.
Jadis: Também conhecida como a Feiticeira Branca, destruiu o seu mundo (Charn) com a Palavra Execrável. Foi libertada acidentalmente por Digory Kirke.
André Ketterley: Também conhecido como "Tio André", fazia experiências com anéis que transportavam qualquer coisa do nosso mundo para outro. É enfeitiçado pela Feiticeira Branca.
Rei Franco e Rainha Helena: O Rei Franco (também conhecido como O Cocheiro) e a Rainha Helena, foram os primeiros reis de Nárnia, escolhidos pessoalmente por Aslam.
Aslam: O leão-falante e criador de Nárnia. Criou Nárnia com seu canto e com seu poder, afastando a Feiticeira Branca por 890 anos. Ajuda Digory Kirke a salvar a sua mãe

## Sinopse
O Sobrinho do Mago nos conta a criação do mundo de Nárnia e de como o professor Digory Kirke, o dono da casa que contém o guarda-roupa, entrou na história. Nela também se conhece o caráter multiverso de Nárnia com o Bosque entre Mundos, que possibilita o acesso a diferentes mundos através de lagos com dois anéis mágicos.
Neste livro Lewis aproveita-se também, segundo a opinião de vários leitores, para criticar a bomba atômica quando Aslam menciona a "a Palavra Execrável" que foi usada pela feiticeira Jadis (ou Feiticeira Branca) no seu mundo original, Charn, e que poderia trazer destruição semelhante para o nosso mundo.
Neste livro, Polly e Digory, ao tentarem aventurar-se numa casa vizinha, acabam encontrando uma passagem para uma sala secreta da casa do próprio Digory, onde seu tio fazia experiências com anéis que podiam nos levar para outros mundos.
Polly acaba como cobaia do tio André, e é mandada para o Bosque entre Mundos com os anéis mágicos. Lá encontram um lago que dá passagem para um mundo chamado Charn, onde Digory acha uma placa que motiva pegar um martelo e bater num sino. Digory faz o que a placa diz, e acaba libertando a Feiticeira Branca que logo após vem para o nosso mundo. Depois de muitas trapalhadas com o tio André, Polly e Digory conseguem mandar o tio, a Feiticeira e um cocheiro (juntamente com o seu cavalo) de volta ao Bosque entre Mundos, e em seguida para um mundo vazio, onde Aslam naquele exato momento começara a criar o mundo da Nárnia e os seus animais falantes e não-falantes.
Antes de sair da Terra, a feiticeira - com a sua incrível força - tinha arrancado um poste de Londres para amedrontar os outros. Então, quando chega a Nárnia, o poste acaba transformando-se no lampião do Ermo do Lampião. Aslam coroou de seguida o cocheiro Franco como o primeiro rei de Nárnia, e a mulher dele, Helena (que tinha sido transportada magicamente para Nárnia por Aslam), também foi coroada como a primeira rainha de Nárnia.
Digory leva então uma maçã mágica e prateada (que veio de uma árvore que tinha como função proteger Nárnia) para o nosso mundo, a fim de curar a sua mãe que estava doente, que acabou por ser curada depois de comer a maçã. Digory planta de seguida as sementes da maçã no quintal, fazendo nascer uma grande macieira que mais tarde forneceu a madeira para o guarda-roupa que aparece em O Leão, A Feiticeira e o Guarda-Roupa.

## Capítulos
| Brasil - Editora Martins Fontes Ltda. - 01 - A Porta Errada - 02 - Um Diálogo Estranho - 03 - Um Bosque entre Dois Mundos - 04 - O Sino e o Martelo - 05 - A Palavra Execrável - 06 - Começam as Complicações do Tio André - 07 - O Que Aconteceu na Rua - 08 - A Briga - 09 - A Criação de Nárnia - 10 - A Primeira Piada - 11 - Digory e o tio em Apuros - 12 - A Aventura de Morango - 13 - Um Encontro Inesperado - 14 - Planta-se uma Árvore - 15 - Fim desta História e Começo de Todas as Outras | Inglaterra/Estados Unidos - HarperCollins Publishers Ltd./Macmillan - 01 - The Wrong Door - 02 - Digory and His Uncle - 03 - The Wood Between the Worlds - 04 - The Bell and the Hammer - 05 - The Deplorable Word - 06 - The Beginning of Uncle Andrew's Troubles - 07 - What Happened at the Front Door - 08 - The Fight at the Lamp Post - 09 - The Founding of Narnia - 10 - The First Joke and Other Matters - 11 - Digory and His Uncle are Both in Trouble - 12 - Strawberry's Adventure - 13 - An Unexpected Meeting - 14 - The Planting of the Tree - 15 - The End of This Story and the Beginning of All the Others |

## Curiosidades
- Jadis tem uma ilustração diferente daquela do livro O Leão, A Feiticeira e o Guarda-Roupa.
- Em uma das ilustrações de Charn, existe um tijolo com um desenho de leão.

## Temas cristãos
São claros os paralelos traçados entre o livro bíblico de Gênesis, pois temas como a criação, o pecado original, a fruta proibida e a tentação, ficam claros no enredo da história. Como ocorre nos outros livros de 'As Crônicas de Nárnia, estes temas são apresentados de maneira que possam ser facilmente entendidos, possibilitando que crianças que já conheçam a história da criação não tenham dificuldades em acompanhar a história.
Não há referências ao "Imperador de Além Mar", que é o pai de Aslam, como ocorre nos outros livros da série, sendo uma alegoria para Deus, pois quem cria o mundo de Nárnia é o próprio Aslam, encarado como alegoria para Jesus, filho de Deus. De certa forma isso não cria contradição, pois se encaixa bem com a visão do Novo Testamento na qual Jesus é agente da criação, e também é o próprio Deus encarnado e tornado homem (ver Santíssima Trindade).